# 올랭피크 리오네 B
올랭피크 리오네 B(프랑스어: Olympique Lyonnais B)는 프랑스의 축구 클럽이다. 또한 올랭피크 리오네의 리저브팀으로 활동 중이다.